# 韦云隆
韦云隆（1945年—），浙江湖州人，中华人民共和国学者，中国民主建国会中央委员会原常务委员，第九、十届全国政协委员，曾任重庆大学、汕头大学、广东理工学院、重庆理工大学教授。